# NGC 1603
NGC 1603 is een elliptisch sterrenstelsel in het sterrenbeeld Eridanus. Het hemelobject werd op 14 januari 1849 ontdekt door Johnstone Stoney, assistent van de Ierse astronoom William Parsons.

## Synoniemen
- PGC 15424
- MCG -1-12-19
- NPM1G -05.0199